# Mexico op het wereldkampioenschap strandvoetbal 2008
Mexico is een van de deelnemende landen op het Wereldkampioenschap strandvoetbal 2008 in Marseille. Het is de tweede maal dat ze meedoen sinds het WK onder auspiciën van de FIFA staat.

## Wedstrijden op het Wereldkampioenschap
Mexico werd ingedeeld in groep D, samen met Brazilië, Japan en Spanje. In deze groep wisten de Mexicanen te winnen van Japan en het Spanje aardig lastig te maken. Tegen regerend wereldkampioen Brazilië hadden ze echter geen schijn van kans. Met één overwinning en een derde plek betekende dit dat Mexico was uitgeschakeld.

### Groepsfase
| Team     | G | W | P | V | Voor | Tegen | Saldo | Punten |
| -------- | - | - | - | - | ---- | ----- | ----- | ------ |
| Brazilië | 3 | 3 | 0 | 0 | 18   | 4     | +14   | 9      |
| Spanje   | 3 | 2 | 0 | 1 | 10   | 5     | +5    | 6      |
| Mexico   | 3 | 1 | 0 | 2 | 6    | 12    | -6    | 3      |
| Japan    | 3 | 0 | 0 | 3 | 5    | 18    | -13   | 0      |

 Mexico 4-3  Japan
 Spanje 2-1  Mexico
 Brazilië 7-1  Mexico

## Selectie
| No. | Naam                | Positie    |
| 1.  | Antonio Iriarte     | doelman    |
| 2.  | Oscar Gonzales      | verdediger |
| 3.  | Francisco Vargas    | verdediger |
| 4.  | Adrian Alvarado     | verdediger |
| 5.  | Israel Santoyo      | aanvaller  |
| 6.  | Jose Luis Navarrete | verdediger |
| 7.  | Christopher Flores  | aanvaller  |
| 8.  | Isaac Rodriguez     | verdediger |
| 9.  | Ricardo Villalobos  | verdediger |
| 10. | Gustavo Rosales     | aanvaller  |
| 11. | Ivan Medina         | aanvaller  |
| 12. | Miguel Estrada      | doelman    |

Bondscoach:  Mexico Ramon Raya